# Drugi rząd lorda Russella

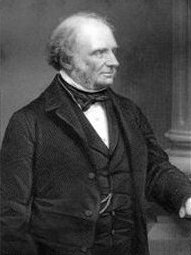
Hrabia Russell, premier, pierwszy lord skarbu, przewodniczący Izby Lordów

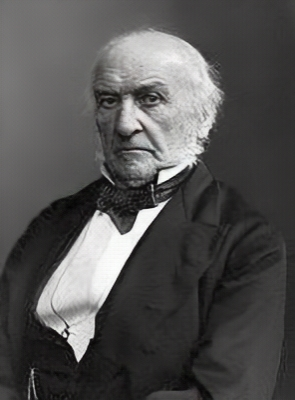
William Ewart Gladstone, kanclerz skarbu

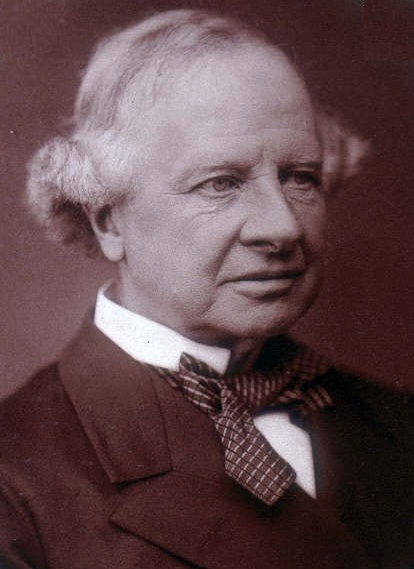
Hrabia Grenville, lord przewodniczący Rady

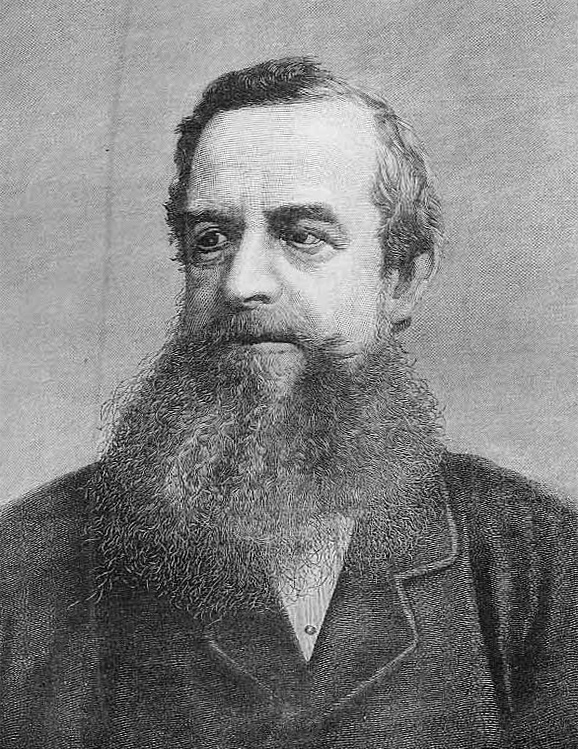
Hrabia Ripon i de Grey, minister wojny, minister ds. Indii

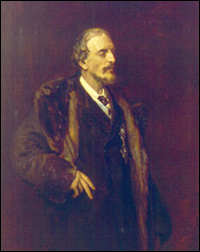
Baron Dufferin i Claneboye, podsekretarz stanu w ministerstwie ds. Indii, podsekretarz stanu w ministerstwie wojny

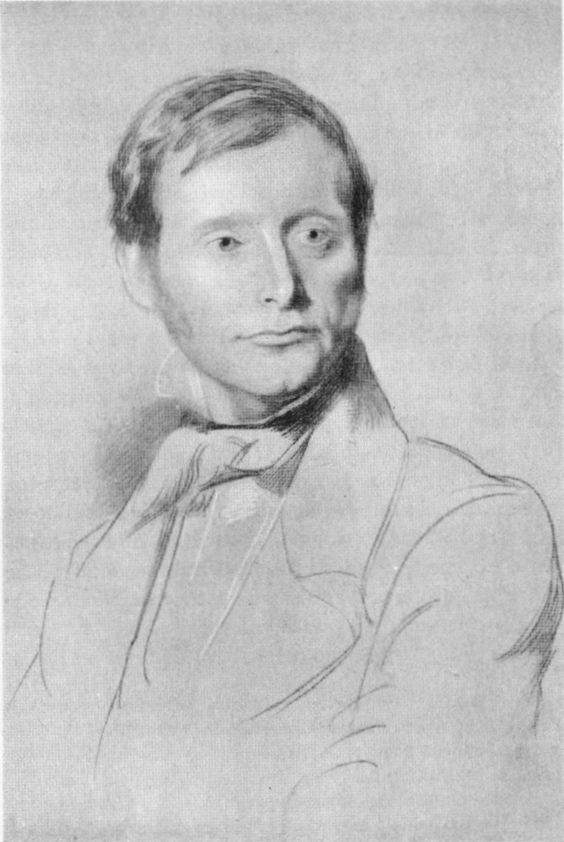
William Edward Forster, podsekretarz stanu w ministerstwie ds. kolonii

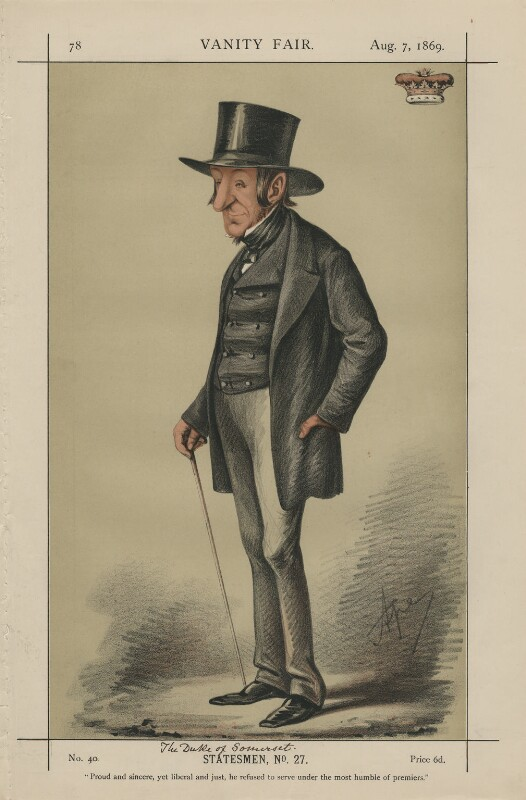
Książę Somerset, pierwszy lord Admiralicji

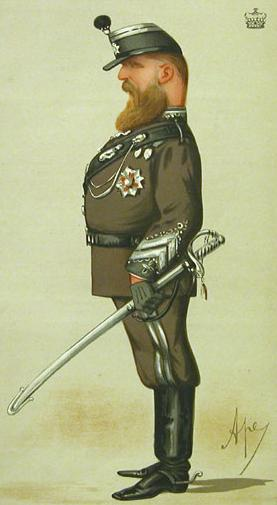
Wicehrabia Bury, skarbnik Dworu Królewskiego

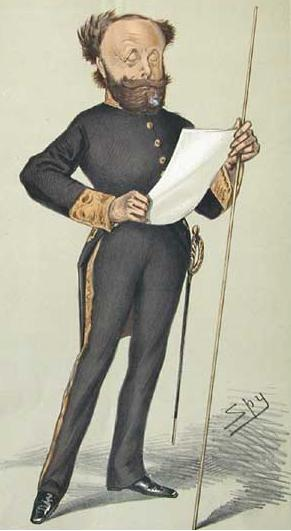
Otho FitzGerald, skarbnik Dworu Królewskiego

Drugi rząd pod przewodnictwem Johna Russella, 1. hrabiego Russell, istniał od 29 października 1865 do 26 czerwca 1866 r.
Członków ścisłego gabinetu wyróżniono tłustym drukiem.

## Skład rządu
| Urząd                                                   | Imię i nazwisko | Kadencja            |
| ------------------------------------------------------- | --- | ------------------- |
| Premier Pierwszy lord skarbu Przewodniczący Izby Lordów | John Russell, 1. hrabia Russell | 1865–1866           |
|                                                         | |                     |
| Kanclerz skarbu                                         | William Ewart Gladstone | 1865–1866           |
| Parlamentarny sekretarz skarbu                          | Henry Brand | 1865–1866           |
| Finansowy sekretarz skarbu                              | Hugh Childers | 1865–1866           |
| Młodsi lordowie skarbu                                  | Luke White William Patrick Adam John Bonham-Carter John Esmonde | 1865–1866 1866      |
| Lord kanclerz                                           | Robert Rolfe, 1. baron Cranworth | 1865–1866           |
| Lord przewodniczący Rady                                | Granville Leveson-Gower, 2. hrabia Granville | 1865–1866           |
| Lord tajnej pieczęci                                    | George Campbell | 1865–1866           |
| Minister spraw wewnętrznych                             | George Grey | 1865–1866           |
| Podsekretarz stanu w ministerstwie spraw wewnętrznych   | Thomas Baring Edward Knatchbull-Hugessen | 1865–1866 1866      |
| Minister spraw zagranicznych                            | George Villiers, 4. hrabia Clarendon | 1865–1866           |
| Podsekretarz stanu w ministerstwie spraw zagranicznych  | Austen Henry Layard | 1865–1866           |
| Minister wojny                                          | George Robinson, 2. hrabia Ripon i 3. hrabia de Grey Spencer Cavendish, markiz Hartington | 1865–1866 1866      |
| Podsekretarz stanu w ministerstwie wojny                | Spencer Cavendish, markiz Hartington Frederick Hamilton-Blackwood, 5. baron Dufferin i Claneboye | 1865–1866 1866      |
| Minister ds. kolonii                                    | Edward Cardwell | 1865–1866           |
| Podsekretarz stanu w ministerstwie ds. kolonii          | Cichester Fortescue William Edward Forster | 1865 1865–1866      |
| Minister ds. Indii                                      | Charles Wood George Robinson, 2. hrabia Ripon i 3. hrabia de Grey | 1865–1866 1866      |
| Podsekretarz stanu w ministerstwie ds. Indii            | Frederick Hamilton-Blackwood, 5. baron Dufferin i Claneboye James Stansfeld | 1865–1866 1866      |
| Pierwszy lord Admiralicji                               | Edward Seymour, 12. książę Somerset | 1865–1866           |
| Sekretarz przy Admiralicji                              | Lord Clarence Paget Thomas Baring | 1865–1866 1866      |
| Cywilny lord Admiralicji                                | Hugh Childers Henry Fenwick lod John Hay George Shaw-Lefevre | 1865–1866 1866      |
| Główny sekretarz Irlandii                               | Robert Peel Cichester Fortescue | 1865 1865–1866      |
| Lord namiestnik Irlandii                                | John Wodehouse, 3. baron Wodehouse | 1865–1866           |
| Kanclerz Księstwa Lancaster                             | vacat George Goschen | 1865–1866 1866      |
| Przewodniczący Rady Praw Biednych                       | Charles Pelham Villiers | 1865–1866           |
| Parlamentarny sekretarz przy Radzie Praw Biednych       | George Byng | 1865–1866           |
| Poczmistrz generalny                                    | Edward Stanley, 2. baron Stanley of Alderley | 1865–1866           |
| Przewodniczący Zarządu Handlu                           | Thomas Milner Gibson | 1865–1866           |
| Wiceprzewodniczący Zarządu Handlu                       | William Hutt George Goschen William Monsell | 1865 1865–1866 1866 |
| Wiceprzewodniczący Rady Edukacji                        | Henry Bruce | 1865–1866           |
| Paymaster-General                                       | William Hutt George Goschen William Monsell | 1865 1865–1866 1866 |
| Pierwszy komisarz ds. prac publicznych                  | William Cowper | 1865–1866           |
| Prokurator generalny                                    | Roundell Palmer | 1865–1866           |
| Solicitor General                                       | Robert Collier | 1865–1866           |
| Najwyższy Sędzia Wojskowy                               | Thomas Emerson Headlam | 1865–1866           |
| Lord adwokat                                            | James Moncreiff | 1865–1866           |
| Solicitor General dla Szkocji                           | George Young | 1865–1866           |
| Prokurator Generalny dla Irlandii                       | James Anthony Lawson | 1865–1866           |
| Solicitor General dla Irlandii                          | Edward Sullivan | 1865–1866           |
| Lord steward                                            | Edward Eliot, 3. hrabia St Germans John Ponsonby, 5. hrabia Bessborough | 1865–1866 1866      |
| Lord szambelan                                          | John Townshend, 3. wicehrabia Sydney | 1865–1866           |
| Wiceszambelan Dworu Królewskiego                        | Valentine Browne, wicehrabia Castlerosse | 1865–1866           |
| Koniuszy królewski                                      | George Brudenell-Bruce, 2. markiz Ailesbury | 1865–1866           |
| Skarbnik Dworu Królewskiego                             | William Keppel, wicehrabia Bury Otho FitzGerald | 1865–1866 1866      |
| Kontroler Dworu Królewskiego                            | Granville Proby, lord Proby | 1865–1866           |
| Kapitan Gentelmen-at-Arms                               | Thomas Foley, 4. baron Foley | 1865–1866           |
| Kapitan Ochotników Gwardii                              | Henry Moreton, 3. hrabia Ducie | 1865–1866           |
| Opiekun stajni królewskich                              | John Ponsonby, 5. hrabia Bessborough Richard Boyle, 9. hrabia Cork | 1865–1866 1866      |
| Chief Equerry Clerk Marshal                             | Alfred Paget | 1865–1866           |
| Mistress of the Robes                                   | Elizabeth Wellesley, księżna Wellington | 1865–1866           |
| Lord-in-waiting                                         | James Sinclair, 14. hrabia Caithness Thomas Stonor, 3. baron Camoys George Pitt-Rivers, 4. baron Rivers George Warren, 2. baron de Tabley Richard Dawson, 1. baron Dartrey Frederick Methuen, 2. baron Methuen George Byng, 7. wicehrabia Torrington James Talbot, 4. baron Talbot of Malahide George Phipps, 2. markiz Normanby | 1865–1866 1866      |
| Dodatkowy lord-in-waiting                               | George Byron, 7. baron Byron | 1865–1866           |